# ウラジロ科
ウラジロ科 Gleicheniaceae は、シダ植物の1群。シダ類では原始的な群の一つとされる。葉に成長点があり、無限成長出来る点が独特である。

## 概説
通常、植物の葉には成長点がないが、この群では葉の先端に成長点があり、次第に新たな羽片を展開してゆく点が独特である。その形は成長点の止まり方によって多様な形を取る。大きいものでは数mにも達する。
胞子嚢は環帯が斜めに巻く点など、特殊な面が多く、シダ類では原始的なものと考えられてきた。化石からもその起源が古いことが知られる。

## 特徴
常緑性で多年生、地上性のシダ植物。根茎は地表近くを長く匍匐し、毛、あるいは毛と鱗片を付ける。中心柱は原生中心柱か管状中心柱。
葉は2形にならず、また関節を持たず、毛か、毛と鱗片を付ける。葉身は羽状複葉のように分枝するが、先端に成長点があり、原理的には無限成長することが出来る。その為、途中段階では先端は叉状分枝して両側に羽片をつけた形に見える。またよく伸びる種では全体で何mもの長さにも達する。葉脈は遊離している。
胞子嚢群は葉脈の背に生じ、包膜を持たない。また胞子嚢の数が少なく、多くても15個ほどで、同時に熟する（斉熟）。胞子嚢は幅の広い洋なし形で、柄はなく、環帯は完全に胞子嚢を一周するものの、縦ではなく中央を斜め横向きに取り巻く。胞子は四面体形か左右対称形で、胞子嚢一つ当たりの数が多くて128個以上、多いものでは1000個を越える。前葉体は地上性で扁平の緑色、中央が厚くなる例がある。
なお、いずれも生きた株を取ってきての栽培が難しいことが知られている。

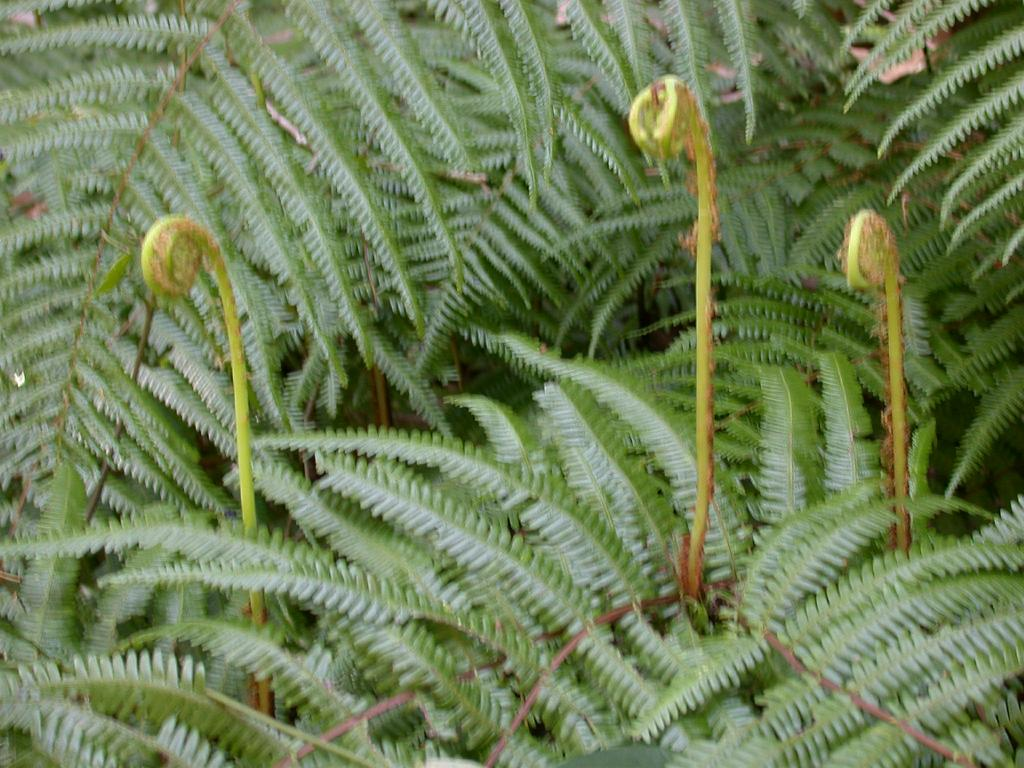
ウラジロ・新芽は前年の葉の軸端から出る
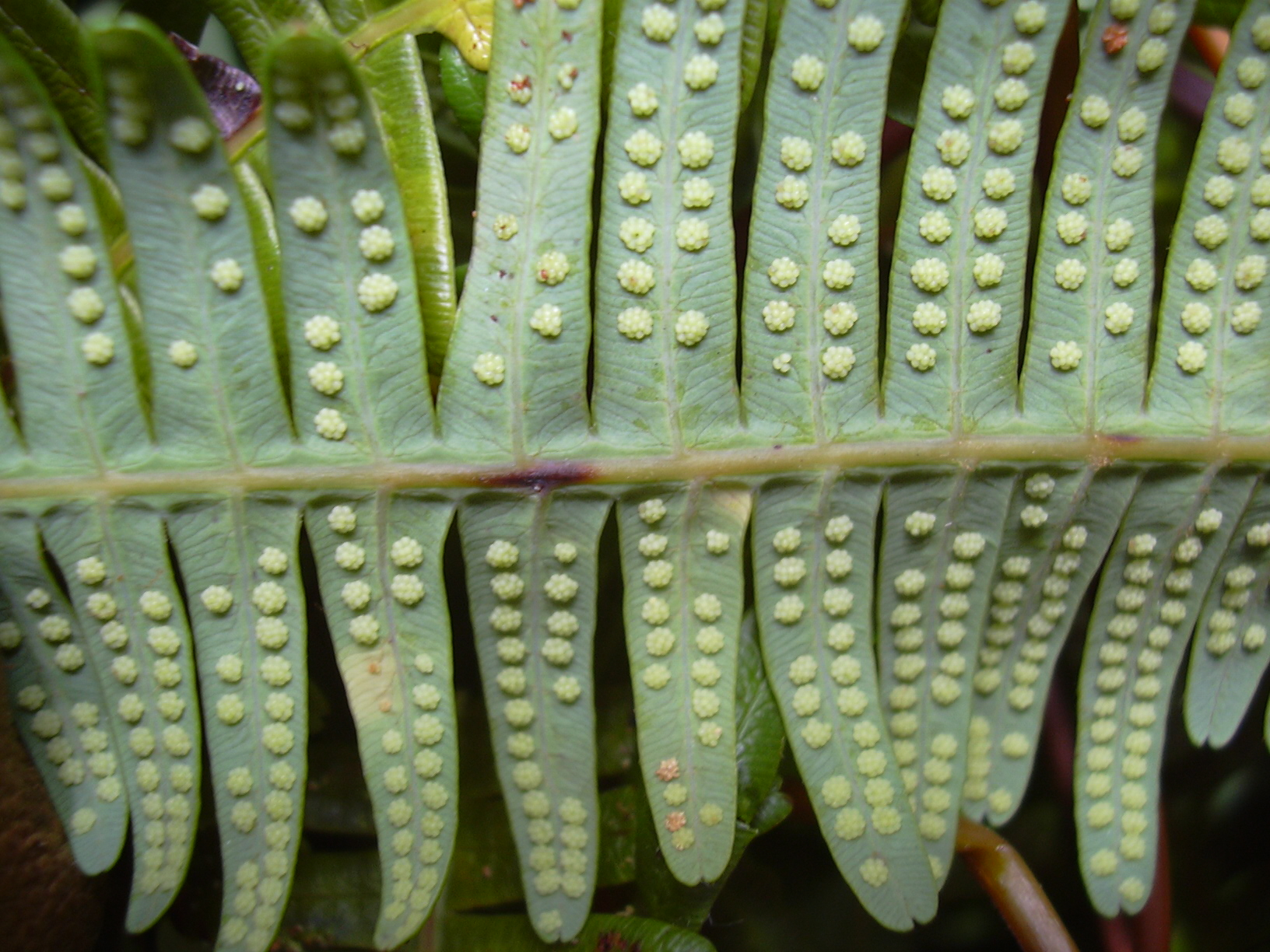
コシダ・胞子嚢群

## 系統
この群はフサシダ科と共に起源の古い、原始的な群と考えられてきた。それ以外の群ではイノモトソウ科との関係が指摘されており、分子系統の情報でもこれが支持されている。
化石の情報では類似のものが石炭紀初期まで遡ることが出来る。科としてはジュラ紀から白亜紀の初期に最も栄え、白亜紀後期には衰え始めたとされる。

## 下位分類
現在この科には3属が知られる。最も種が多いのはウラジロ属で世界の熱帯域を中心に120種、コシダ属はやはり熱帯域広くあって10種、プラティゾマ属はオーストラリアに1種を有すのみ。最後の属を独立科とする説もあるが、根拠に乏しい。なお、ストロマトプテリスをこの科に含めたこともある。
Gleicheniaceae　ウラジロ科
- Dicranopteris　コシダ属：コシダ
- Gleichenia　ウラジロ属：ウラジロ・カネコシダ
- Platyzoma　プラティゾマ属
- Stromatopteris ストロマトプテリス属

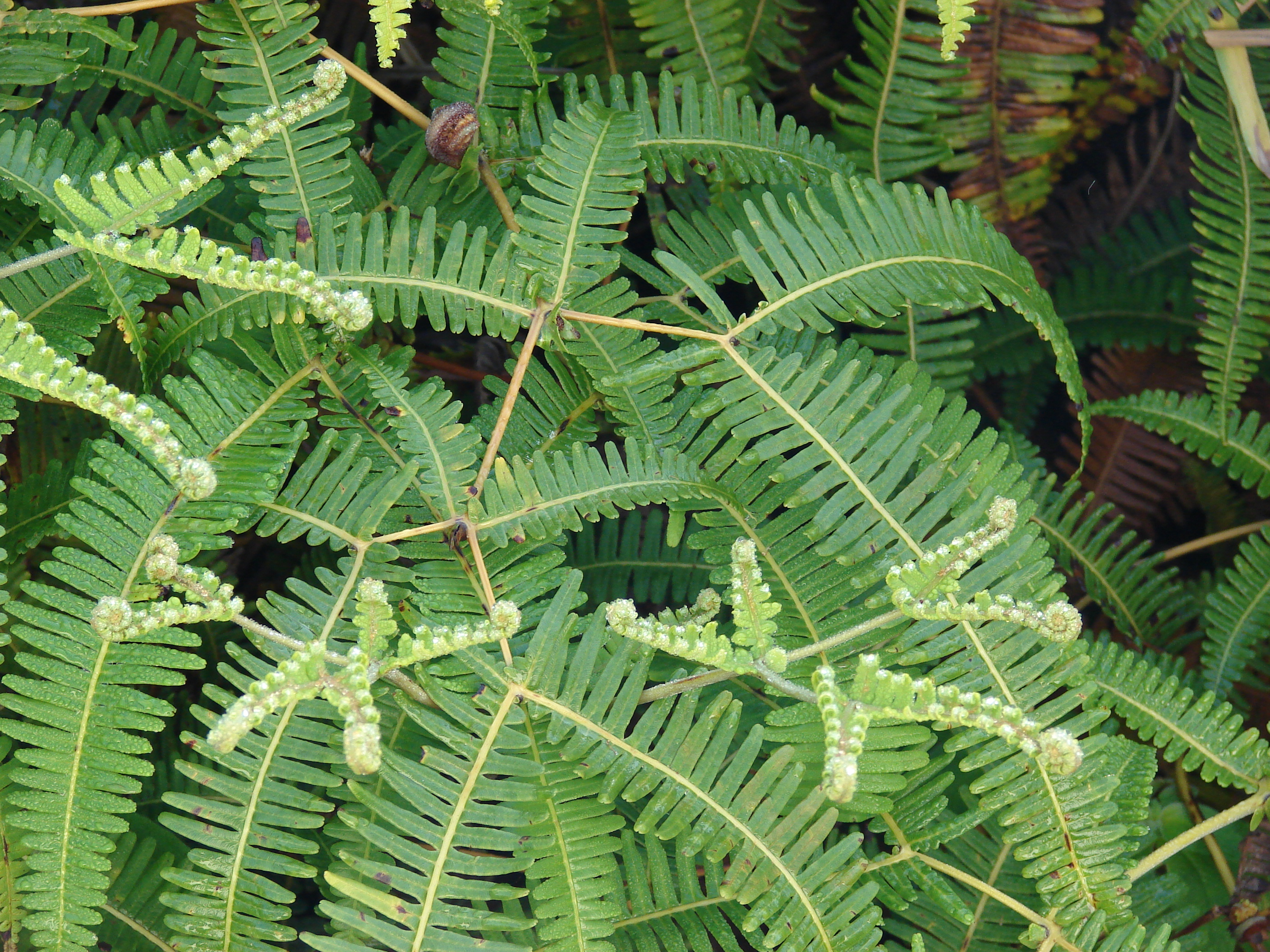
コシダ
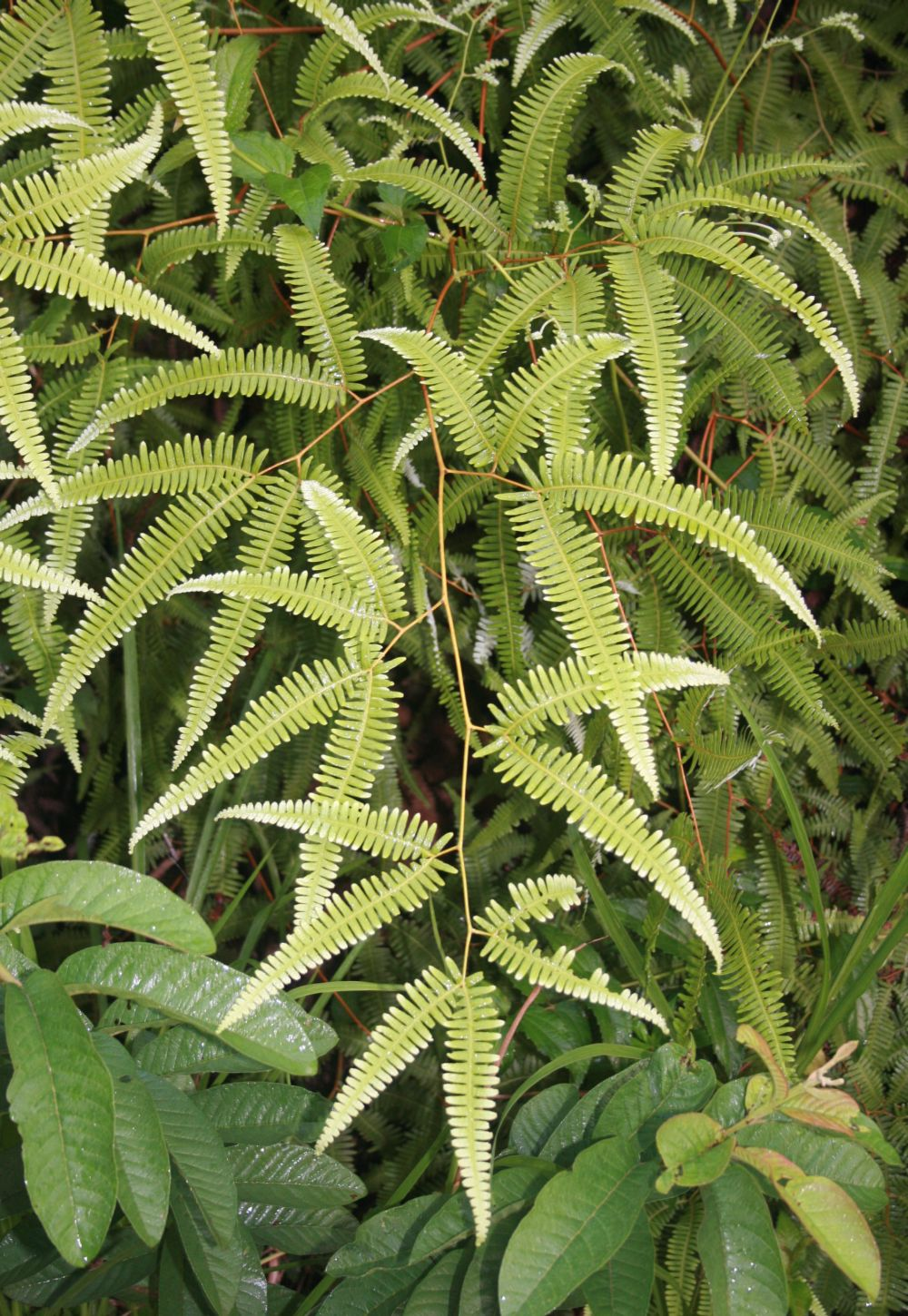
Dicranopteris pectinata コシダ属
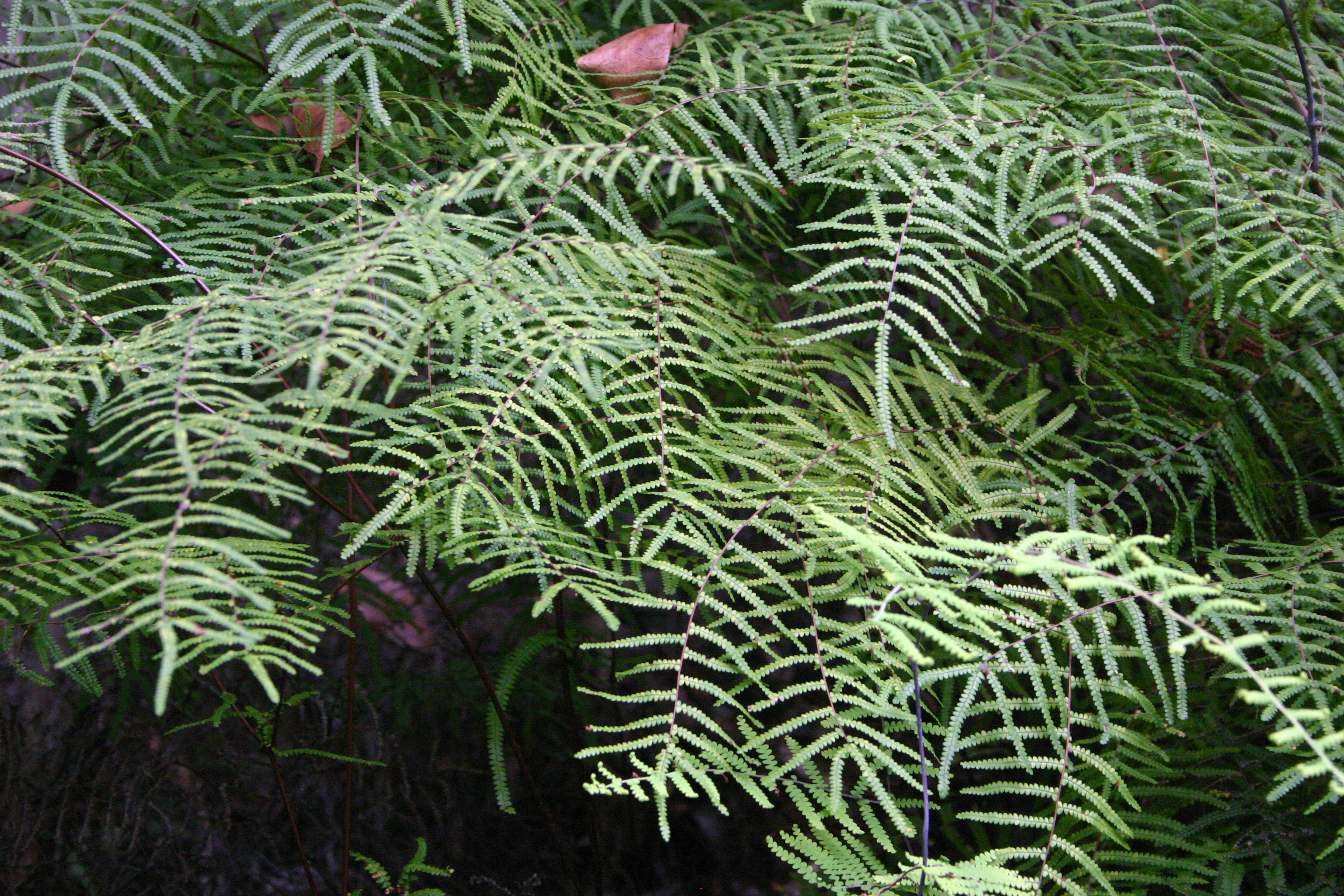
Gleichenia polypodioides ウラジロ属
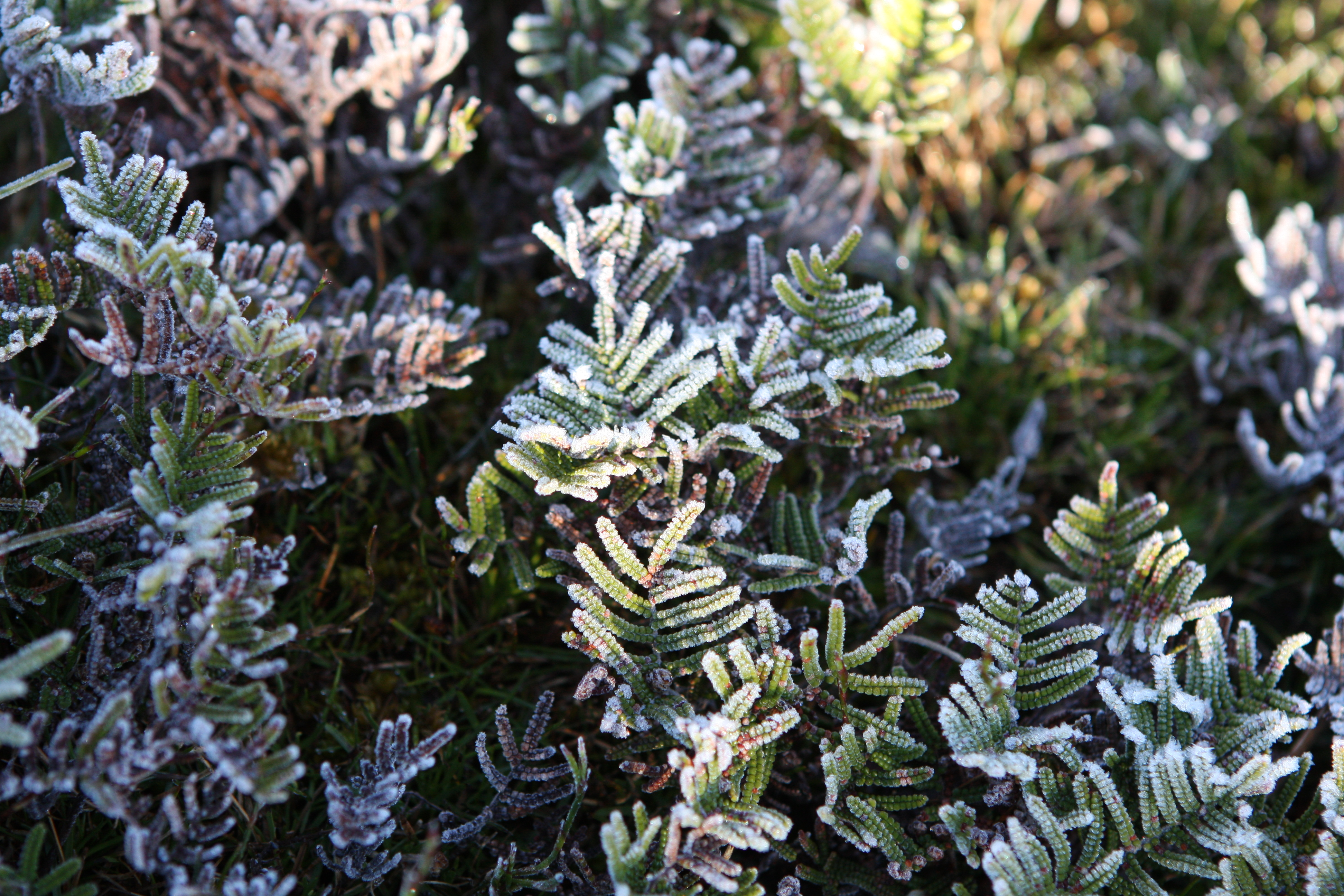
G. alpina